# Nicolas Bourbaki
Nicolas Bourbaki byl pseudonym, pod kterým od roku 1935 publikovala svoje práce skupina převážně francouzských matematiků. Členové této skupiny jsou souhrnně označováni jako bourbakisté. Záměrem bourbakistů bylo vybudovat celou matematiku na základě teorie množin. Tím měla být matematika plně axiomatizována a postavena na pevný základ. Skupina působí na École Normale Supérieure v Paříži pod oficiálním názvem Association des collaborateurs de Nicolas Bourbaki.

## Členové
Zakládajícími členy byli Henri Cartan, Claude Chevalley, Jean Coulomb, Jean Delsarte, Jean Dieudonné, Charles Ehresmann, René de Possel, Szolem Mandelbrojt a André Weil. Z později vstoupivších jsou nejvýznamnější Laurent Schwartz, Jean-Pierre Serre, Alexander Grothendieck, Samuel Eilenberg, Serge Lang a Roger Godement.

## Dílo
Bourbakisté vydali mezi lety 1935 a 1983 řadu devíti titulů, z nichž každý se věnuje jednomu z významných oborů matematiky:
1. Teorie množin (Théorie des ensembles)
2. Algebra (Algèbre)
3. Topologie (Topologie générale)
4. Funkce jedné reálné proměnné (Fonctions d'une variable réelle)
5. Topologické vektorové prostory (Espaces vectoriels topologiques)
6. Integrace (Intégration)
7. Komutativní algebra (Algèbre commutative)
8. Lieovy grupy a algebry (Groupes et algèbres de Lie)
9. Spektrální teorie (Théories spectrales)

Kromě této stěžejní řady publikovala skupina mnoho knih o nejrůznějších jiných tématech včetně například historie matematiky.